# はつこいパーティー
『はつこいパーティー』は、つかこによる日本の成人漫画。また、同作者の処女作でもある。

## お願い！チアガール
ストーリー
登場人物

## ハツコイストーカー
ストーリー
登場人物
浅井ヨーコ

## コスPLAYはお好きですか？
ストーリー
登場人物 

## おとなりテンプレーション
ストーリー
登場人物

## 無修正ガール
ストーリー
登場人物 

## えくすたしーあたっく！
ストーリー
登場人物 

## パンツに夢中！
ストーリー

登場人物 

## くちどけ彼女
ストーリー
木原は玉砕覚悟で、以前から気になっていた青山ちかげに想いを伝えると、思いがけず了承してくれ交際することになった。そして、両親のいない日を見計らい彼女を自宅に呼ぶことにした。
登場人物 
木原（きはら）
本編の主人公。そこそこ整った顔づくり。純真でかなりの奥手。
青山ちかげ（あおやま ちかげ）
本編のヒロイン。長い髪をポニーテールにまとめ、服の上からでも存在感のある巨乳を持つクールな美少女。異性との交際経験は初だが、木原との関係は積極的。

## 俺のセックスが江戸時代に負けるわけがない
ストーリー
登場人物 

## 俺の先輩はペットな彼女
ストーリー
登場人物 

## 極楽とれーにんぐ
ストーリー
登場人物 

## 書誌情報
- つかこ 『はつこいパーティー』 ワニマガジン社出版〈WANIMAGAZINE COMICS SPECIAL〉、全1巻
  1. 2016年2月20日発売 ISBN 978-4-86269-414-0[1]